# Zapotal Santa Cruz
Zapotal Santa Cruz är en ort i Mexiko.   Den ligger i kommunen Papantla och delstaten Veracruz, i den sydöstra delen av landet, 210 km nordost om huvudstaden Mexico City. Zapotal Santa Cruz ligger 152 meter över havet och antalet invånare är 446.
Terrängen runt Zapotal Santa Cruz är platt. Runt Zapotal Santa Cruz är det ganska tätbefolkat, med 72 invånare per kvadratkilometer. Närmaste större samhälle är Poza Rica de Hidalgo, 11,6 km nordväst om Zapotal Santa Cruz. Omgivningarna runt Zapotal Santa Cruz är en mosaik av jordbruksmark och naturlig växtlighet.